# Half Rate
Half Rate або HR, GSM-HR — кодек голосу на базі технології оцифровки за половинною смугою частот. Використовується в GSM-мережах, розроблений на початку 1990-х.
GSM Half Rate визначена в ETSI EN 300 969 (GSM 06.20) і використовує форму алгоритму VSELP. Попередня специфікація була в ETSI ETS 300 581-2, перше видання якої було опубліковано в грудні 1995 року.
Для деяких телефонів Nokia можна налаштувати використання цього кодека:
- Щоб активувати HR-кодек, введіть такий код: *4720#
- Щоб деактивувати HR-кодек, введіть такий код: #4720#